# Frederick Field (Admiral)

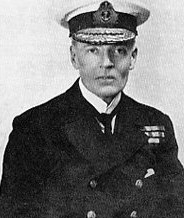
Admiral of the Fleet Frederick Field

Sir Frederick Laurence Field, GCB, KCMG (* 19. April 1871 in Killarney, County Kerry; † 24. Oktober 1945 in Escrick, North Yorkshire) war ein britischer Seeoffizier, der zuletzt zwischen 1930 und 1933 Erster Seelord (First Sea Lord) war. 1933 wurde er zum Flottenadmiral (Admiral of the Fleet) befördert.

## Leben

### Ausbildung, Verwendungen als Seeoffizier und Stabsoffizier

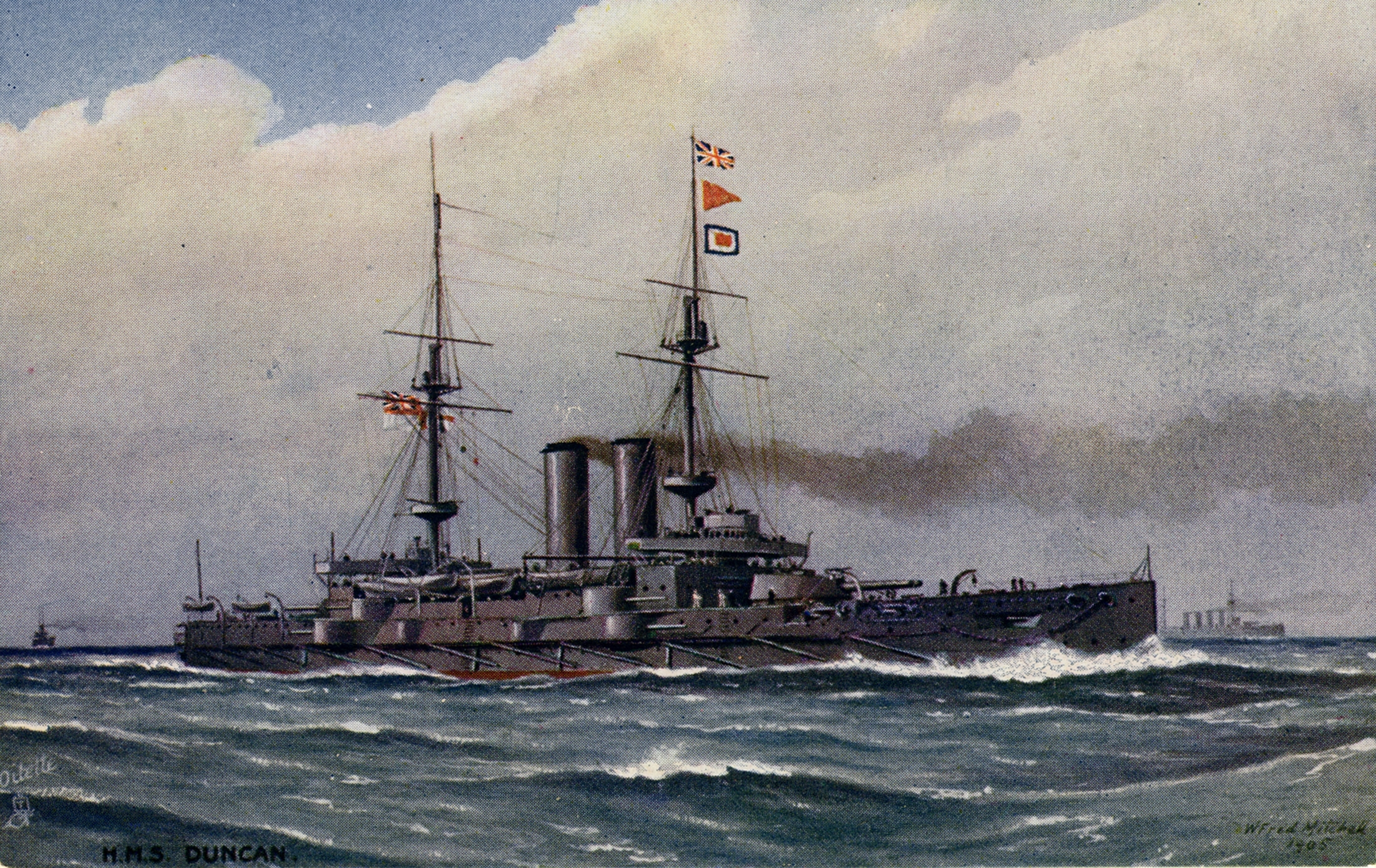
Captain Field übernahm zwischen August 1910 und Juli 1912 als Kommandant des Einheitslinienschiffs HMS Duncan sein erstes eigenes Schiffskommando.

Frederick Laurence Field, Sohn von Spencer Field, Colonel des Royal Warwickshire Regiment,  begann am 15. Juli 1884 als Cadet seine Ausbildung zum Seeoffizier in der Royal Navy und wurde am  15. Juli 1884 zum Midshipman sowie am 14. November 1890 zum Sub-Lieutenant befördert. Am 1. April 1893 erfolgte seine Beförderung zum Lieutenant. Nach verschiedenen Verwendungen wurde er 1900 an Bord des Einheitslinienschiffs HMS Barfleur ins Kaiserreich China verlegt, wo er an der Niederschlagung des Boxeraufstandes teilnahm, in Tientsin verwundet und für seine Tapferkeit im Kriegstagebuch von Vice-Admiral Edward Hobart Seymour erwähnt wurde (Mentioned in dispatches).
Am 26. Februar 1900 wurde Field zum Commander befördert und fand im Anschluss zahlreiche weitere Verwendungen innerhalb der Royal Navy wie zum Beispiel auf dem Torpedoboot HMS Jaseur sowie dem Einheitslinienschiff HMS Albion. Nachdem er am 31. Dezember 1907 seine Beförderung zum Captain erhalten hatte, wurde er zunächst Kommandant (Commanding Officer) der Torpedoschule (Torpedeo School „HMS Defiance“) in Devonport und übernahm im Anschluss zwischen August 1910 und Juli 1912 sein erstes eigenes Schiffskommando, und zwar als Kommandant des Einheitslinienschiffs HMS Duncan. Danach fungierte er zwischen Juli 1912 und September 1914 als Kommandant und Superintendent der Marine-Fernmeldeschule (Navy Signals School „HMS Mercury“).

### Erster Weltkrieg, Nachkriegszeit und Aufstieg zum Flaggoffizier

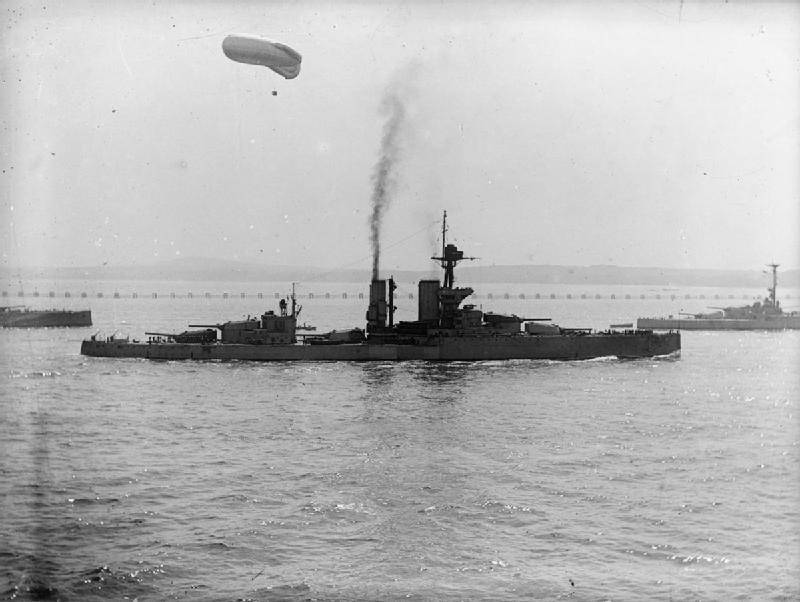
Als Kommandant des Schlachtschiffs HMS King George V nahm Captain Field vom 31. Mai 1916 bis zum 1. Juni 1916 an der Skagerrakschlacht teil.

Zu Beginn des Ersten Weltkrieges wurde Kapitän zur See Field im September 1914 Kommandant der Torpedoschule (Torpedo School „HMS Vernon“) und bekleidete diese Funktion bis September 1915. Danach fungierte er zwischen September und Dezember 1915 kurzzeitig als Kommandant des Schlachtschiffs Monarch. Im Anschluss übernahm er im Dezember 1915 das Kommando über das Schlachtschiff King George V, das er bis August 1916 innehatte. Mit diesem nahm er an der Skagerrakschlacht teil, die größte Seeschlacht des Ersten Weltkrieges zwischen der deutschen Hochseeflotte und der Grand Fleet der Royal Navy vom 31. Mai 1916 bis zum 1. Juni 1916 in den Gewässern vor Jütland. Für die dortigen Verdienste wurde er abermals im Kriegsbericht erwähnt und zum Companion des Order of the Bath (CB) ernannt.
Im Anschluss fungierte er zwischen August 1916 und Juni 1918 als Chef des Stabes des stellvertretenden Oberkommandierenden der Großen Flotte (Chief of Staff to the Admiral, Second in Command, Grand Fleet), Vice-Admiral Charles Madden. Für seine Verdienste im Ersten Weltkrieg erhielt er zudem den Russischen Orden der Heiligen Anna, das Offizierskreuz der Ehrenlegion, die Kommandeurswürde des Ordens der Krone von Rumänien sowie die Navy Distinguished Service Medal. Am Ende des Krieges wechselte er im Juni 1918 als Direktor der Abteilung für Torpedos und Seeminen in die Admiralität und bekleidete diese Funktion bis April 1920. In dieser Verwendung erfolgte am 11. Februar 1919 seine Beförderung zum Rear-Admiral sowie am 17. Juli 1919 für seine Verdienste als Chef des Stabes des stellvertretenden Oberkommandierenden der Großen Flotte die Ernennung zum Commander des Order of St Michael and St George (CMG).
Im April 1920 übernahm Rear-Admiral Field innerhalb der Admiralität von Rear-Admiral William Nicholson die Funktion als Dritter Seelord (Third Sea Lord and Controller of the Navy) und war in dieser bis zu seiner Ablösung durch Rear-Admiral Cyril Fuller im Mai 1923 zuständig für Beschaffungs- und Rüstungsangelegenheiten der Royal Navy. Zum 1. Januar 1919 wurde er zum Knight Commander des Order of the Bath (KCB) geschlagen und führte seither den Namenszusatz „Sir“.

### Aufstieg zum Ersten Seelord und Admiral of the Fleet
Am 15. Mai 1923 löste Rear-Admiral Frederick Field Rear-Admiral Walter Henry Cowan als Kommandeur des Schlachtkreuzergeschwaders (Battle Cruiser Squadron) ab und hatte diesen Posten mit dem Schlachtkreuzer Hood als Flaggschiff bis Januar 1925 inne, woraufhin abermals Rear-Admiral Cyril Fuller sein Nachfolger wurde. Während dieser Zeit unternahm er zwischen November 1923 und September 1924 als Kommandeur eines aus den Schlachtkreuzern Hood, Repulse sowie den Leichten Kreuzern Delhi, Dauntless, Danae, Dragon und Dunedin bestehenden Spezialdienstgeschwaders eine Weltreise (The Empire Cruise). Für seine Verdienste auf dieser Weltreise wurde er am 26. September 1924 zum Vice-Admiral befördert und zugleich am 26. September 1924 auch noch zum Knight Commander des Order of St Michael and St George (KCMG) geschlagen.
Im Mai 1925 übernahm Vice-Admiral Field den Posten als stellvertretender Chef des Marinestabes (Deputy Chief of the Naval Staff) und trat damit die Nachfolge von Vice-Admiral Roger Keyes an. Er verblieb in dieser Verwendung bis zu seiner Ablösung durch Vice-Admiral William Wordsworth Fisher im Mai 1928 und fungierte zugleich als einer der Lord Commissioner of the Admiralty. Nachdem er am 5. April 1928 zum Admiral befördert worden war, löste er am 1. Mai 1928 abermals Admiral Roger Keyes ab, und zwar diesmal als Oberkommandierender der Mittelmeerflotte (Commander-in-Chief, Mediterranean Fleet) mit dem Schlachtschiff Queen Elizabeth beziehungsweise später dem Schlachtschiff Warspite als Flaggschiff. Er verblieb in dieser Funktion bis April 1930, woraufhin Admiral Ernle Chatfield sein Nachfolger wurde.
Zuletzt trat Admiral Frederick Laurence Field am 30. Juli 1930 die Nachfolge von Admiral of the Fleet Charles Madden, 1. Baronet als Erster Seelord (First Sea Lord) sowie zugleich als Chef des Marinestabes (Chief of the Naval Staff) an. Er bekleidete diese Funktionen bis zu seiner erneuten Ablösung durch Admiral Ernle Chatfield im Januar. Während seiner Amtszeit als Erster Seelord kam es am zur Invergordon-Meuterei, eine zwei Tage dauernde Meuterei von britischen Seeleuten der Atlantikflotte (Atlantic Fleet) am 15. und 16. September 1931. Als erster Seelord gehörte er zudem dem Committee of Imperial Defence an, einem bedeutenden Gremium der britischen Regierung aus Spitzenpolitikern und -Militärs zur Planung der strategischen Verteidigungspolitik des Britischen Weltreichs. Er litt an den Folgen eines Magendurchbruchs. Er wurde am 21. Januar 1933 mit dem Rang eines Admiral of the Fleet in den Ruhestand (Retired List) verabschiedet und schied aus dem aktiven Militärdienst aus. Am 3. Juni 1933 wurde er zum Knight Grand Cross des Order of the Bath (GCB) erhoben. Er fungierte zudem zwischen 1935 und 1937 als Vorsitzender des Royal Navy Club.
Field war seit 1902 mit Annie Norrington Harris verheiratet und starb am 24. Oktober 1945 an den Folgen einer Krebserkrankung.